# Saison 2017-2018 de l'Union sportive Orléans Loiret football
Maillots
Chronologie
Saison précédente Saison suivante
La saison 2017-2018 de l'Union sportive Orléans Loiret football , club de football français, voit l'US Orléans évoluer en championnat de France de football de Ligue 2.

## Compétitions

### Coupe de la Ligue
Détails des matchs

### Coupe de France
Détails des matchs

## Classement
| Rang | Équipe                 | Pts | J  | G  | N  | P  | Bp | Bc | Diff |
| ---- | ---------------------- | --- | -- | -- | -- | -- | -- | -- | ---- |
| 10   | FC Sochaux-Montbéliard | 53  | 38 | 15 | 8  | 15 | 51 | 62 | −11  |
| 11   | AJ Auxerre             | 47  | 38 | 13 | 8  | 17 | 51 | 55 | −4   |
| 12   | US Orléans             | 46  | 38 | 12 | 10 | 16 | 52 | 61 | −9   |
| 13   | Valenciennes FC        | 45  | 38 | 12 | 9  | 17 | 50 | 64 | −14  |
| 14   | RC Lens                | 43  | 38 | 11 | 10 | 17 | 48 | 49 | −1   |

## Effectif professionnel 2017-2018
Le tableau suivant liste l'effectif de l'US Orléans pour la saison 2017-2018.